# 明水河农场
明水河农场，1960年曾计划在甘肃省张掖地区高台县明水滩建设的农场，因参加建设的大批“右派”分子死亡而停建。

## 历史
1960年6月，中共甘肃省委成立省农垦委员会。成立当月，农垦委员会召开河西农垦会议，提出在河西走廊开荒四千万亩。9月，中共张掖地委按上级指示，提出再新建12处农场的目标，计划在张掖地区高台县明水滩新建的明水河农场就是其中一个。夹边沟农场接到张掖地委通知后，除留下少数人员留守外，将其他一千九百多人全部调往明水滩。由于粮食不足，明水滩基础设施几乎没有，大批劳教人员被冻死、饿死:32。
1960年代，张掖地区曾在该农场公墓竖起一座“张掖地区农垦局明水河农场劳教人员公墓”墓碑，后来墓碑被移走。